# Renault 18
Pour les articles homonymes, voir R18.

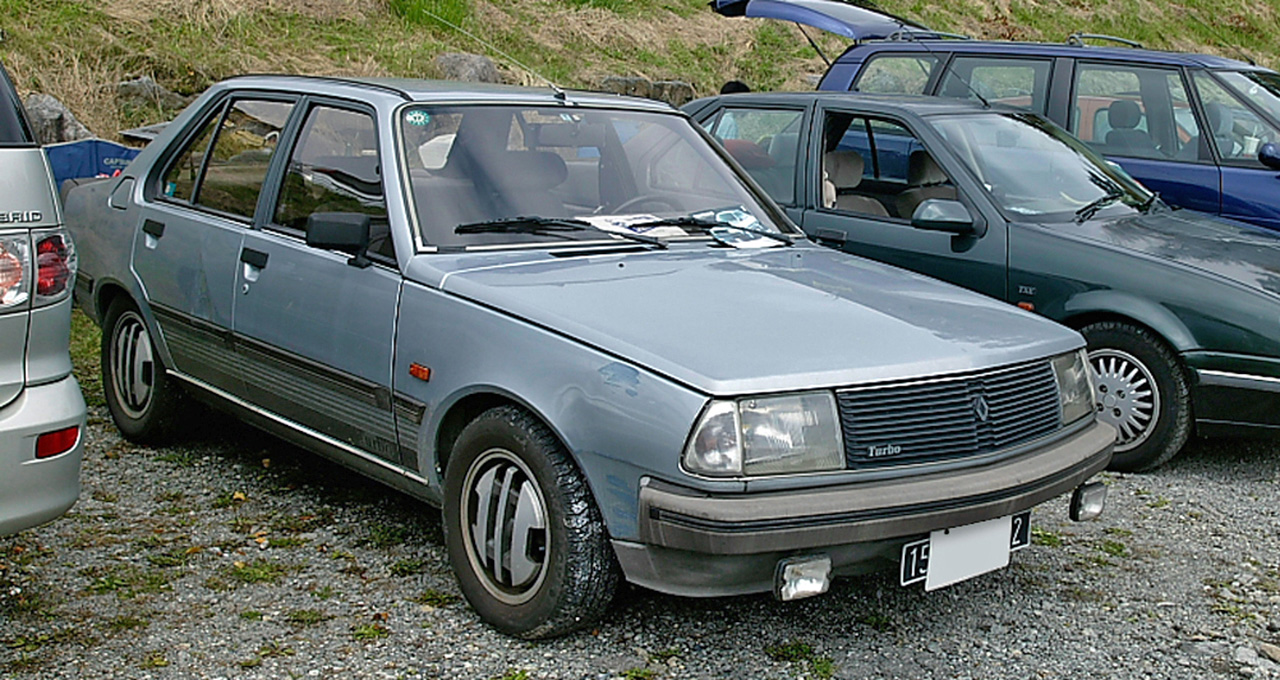
Renault 18 Turbo

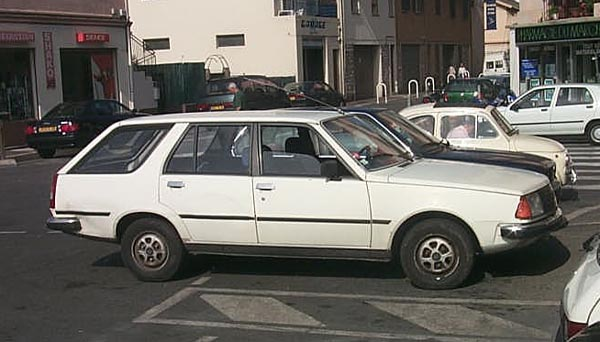
Renault 18 break

La Renault 18 est une automobile de taille moyenne fabriquée par le constructeur français Renault à partir de 1978.
Son design a été créé par le styliste Gaston Juchet.
La Renault 18 a été produite en France à l'usine Renault de Flins dans les Yvelines.
Fondée sur sa devancière la Renault 12, la 18 en reprend le moteur longitudinal à arbre à cames latéral entraîné par chaîne et l'essieu arrière rigide. La Renault 18, qui conserve des pare-chocs classiques, est plus arrondie et paraît plus grande. Sa relative légèreté malgré une bonne largeur et son profil aérodynamique lui permettent une bonne vitesse de pointe. D'autre part, la suspension s'améliora nettement lorsqu'un nouveau réglage généralisé pour 1983 dit à déport négatif lancé sur la Renault 20 diminua l'écrasement de la suspension avant au freinage, associée aux nouvelles lois d'amortissement et au raidissement des articulations du train arrière.
La Renault 18 a été conçue plutôt rapidement, le délai entre sa conception initiale et son lancement réel a été de seulement dix-huit mois. Bien que la Renault 12 ait été fabriquée dans de nombreux pays, la 18 était la première Renault véritablement prévue pour pouvoir être facilement montée sur d'autres continents. D'ailleurs, le slogan publicitaire sera « Renault 18 : une exigence internationale ». Hors de France, la voiture a continué à être produite en Argentine, en Australie, en Colombie, en Côte d'Ivoire, au Mexique, au Maroc, en Espagne, en Uruguay et au Venezuela.
Au début des années 1980, la Renault 18 est la voiture familiale la plus vendue en France. Après les lancements de la Renault 9 et de la Peugeot 305 Série 2, sa fin de carrière sera plus difficile. En 1986, la Renault 18 est remplacée par la 21. Cependant, à cause de la poursuite de l'exportation des modèles 2 litres essence, la production s'arrêtera seulement en 1989 en France .
Le coupé Fuego est étroitement dérivé de la Renault 18 dont il reprend la plate-forme et les motorisations 1,4 litre, 1,6 litre, 2 litres et 2,1 dT

## Évolutions
- Avril 1978[3] : TL ou GTL 1 397 cm3 (« moteur Cléon-Fonte ») de 64 ch DIN et TS ou GTS 1 647 cm3 (« moteur Cléon-Alu ») de 79 ch DIN.
- Avril 1979 : lancement du break et du modèle de base.
- Juillet 1980 : versions Diesel. Le « moteur Douvrin » de 2 068 cm3 67 ch provient de la Renault 20 Diesel.
- Septembre 1980 : apparition de la 18 Turbo (185 km/h) à moteur 1 565 cm3 développant 110 ch DIN à 5 000 tr/min, la faible puissance de suralimentation de 0,6 bar fait bondir le couple maximal de 11,3 mkg à 3 000 tr/min à 18,5 mkg à 2 250 tr/min. La pression sera légèrement augmentée pour 1983 pour atteindre 125 ch. Le train avant à déport négatif est de série. La 18 Turbo se démarque par le tableau de bord de type Fuego, les jantes avec pneus taille basse de la Fuego GTX 2 litres, le spoiler avant, les pare-chocs noirs, les pieds-milieu noirs, le stripping latéral, les baguettes de protection latérale de type large et le becquet arrière.
- Janvier 1984 : lancement de la motorisation turbo Diesel. Le « moteur Douvrin » Turbo Diesel de 2 068 cm3 88 ch sera aussi monté sur le Jeep Cherokee, .
- Mars 1984 : gamme 18 Type 2 (restylée).
- Juillet 1984 : lancement des breaks 4 × 4, GTL, GTD,TX puis GTX.
- Juillet 1985 : gamme 18 Gala.

## Amérique
Au Chili, elle est fabriquée par Renault à partir de 1979.
En Argentine, elle a eu une carrière en rallye particulièrement brillante et longue. Elle a aussi obtenu quatre titres consécutifs dans le Campeonato Argentino de Turismo Nacional entre 1988 et 1991 en classe 3.
En Amérique du Nord, les premiers modèles manquaient de fiabilité et seul le break avec un 2,2 litres sous le nom Sportwagon fut apprécié.

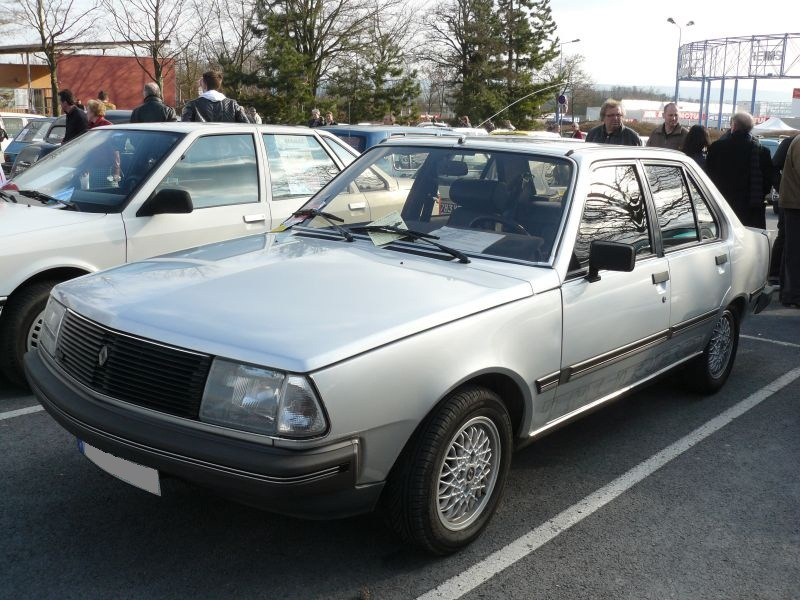
Renault 18 Turbo.
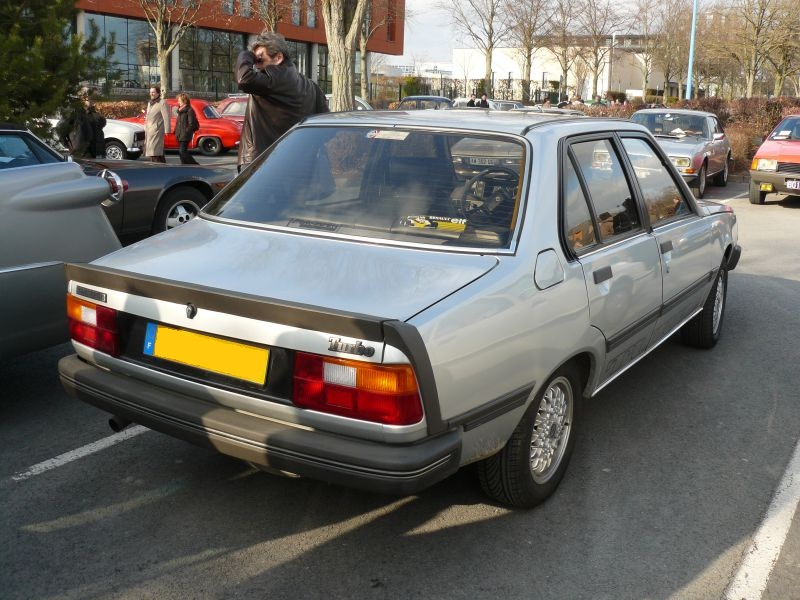
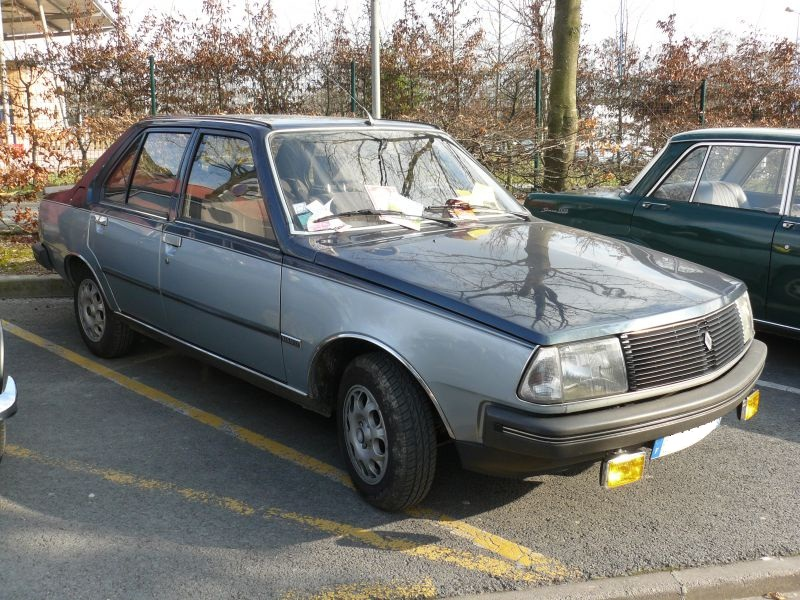
Renault 18 American 2
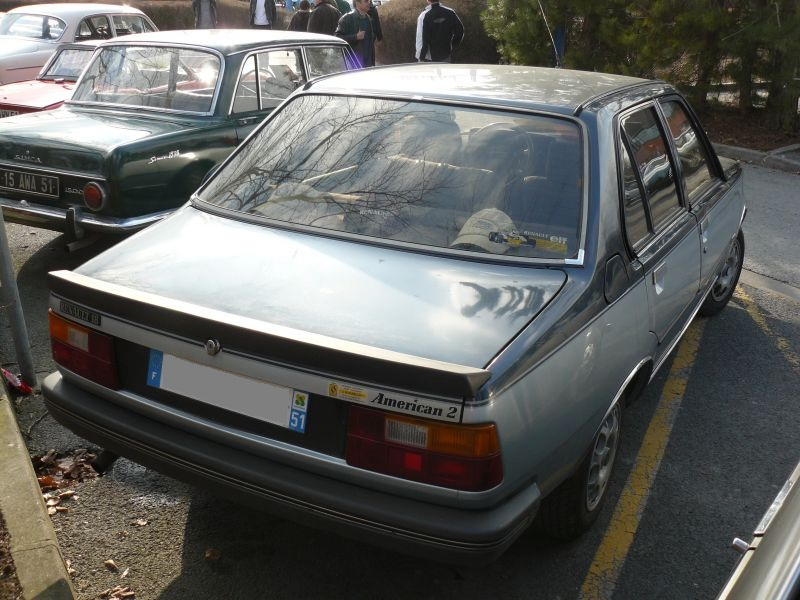

## Discographie
- L'humoriste Cartman sous le pseudonyme de Sébastien Patoche sortira un titre qui fait référence à la Renault 18 sur son album s'intitulant Look d'enfer : "La Renault 18 american" sortie en 2014.